# Ганей-Тиква
Ганей-Тиква (ивр. גַּנֵּי תִּקְוָה‎) — город в долине Оно, в Центральном округе Израиля, расположенный к северу от Савьона, к югу от Петах-Тиквы и Кфар-Мааса, к востоку от Кирьят-Оно. Основан как поселение репатриантов в 1949 году, объявлен местным советом в 1953 году, а 1 мая 2023 года, в день 70-летия основания, получил статус города.

## История

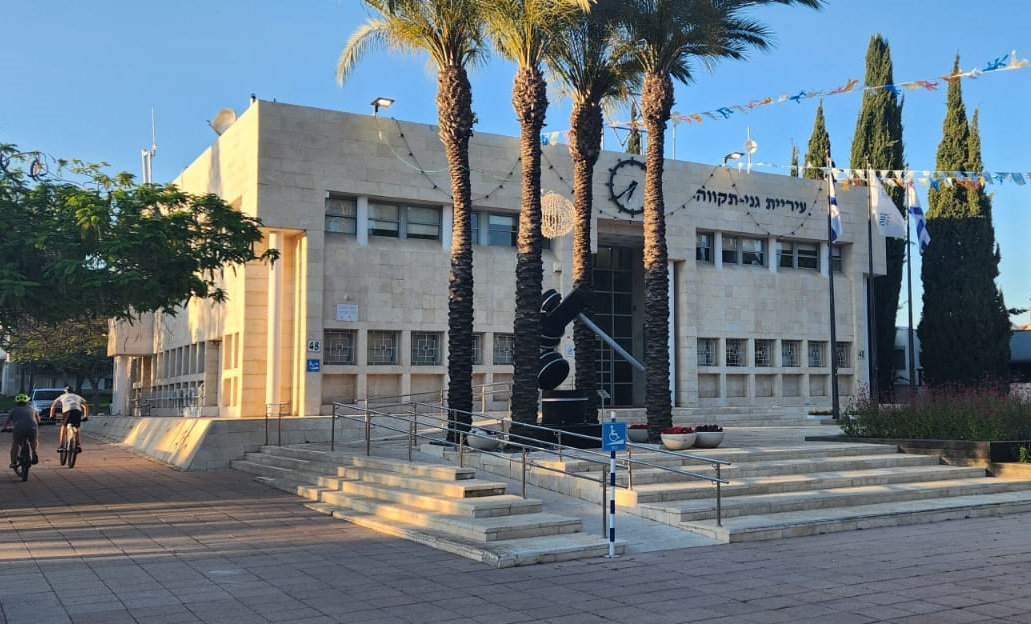
Мэрия Ганей-Тиква

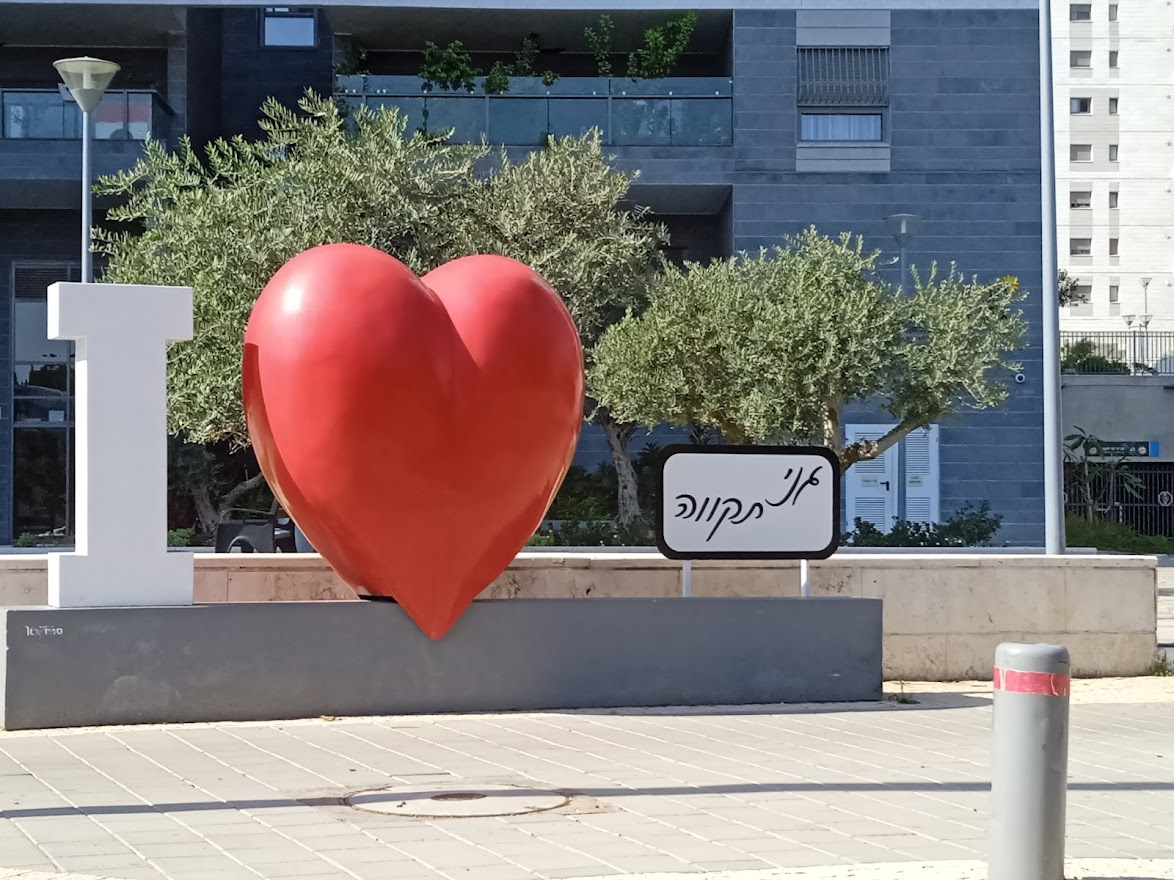
Скульптура «Я люблю Ганей-Тиква»

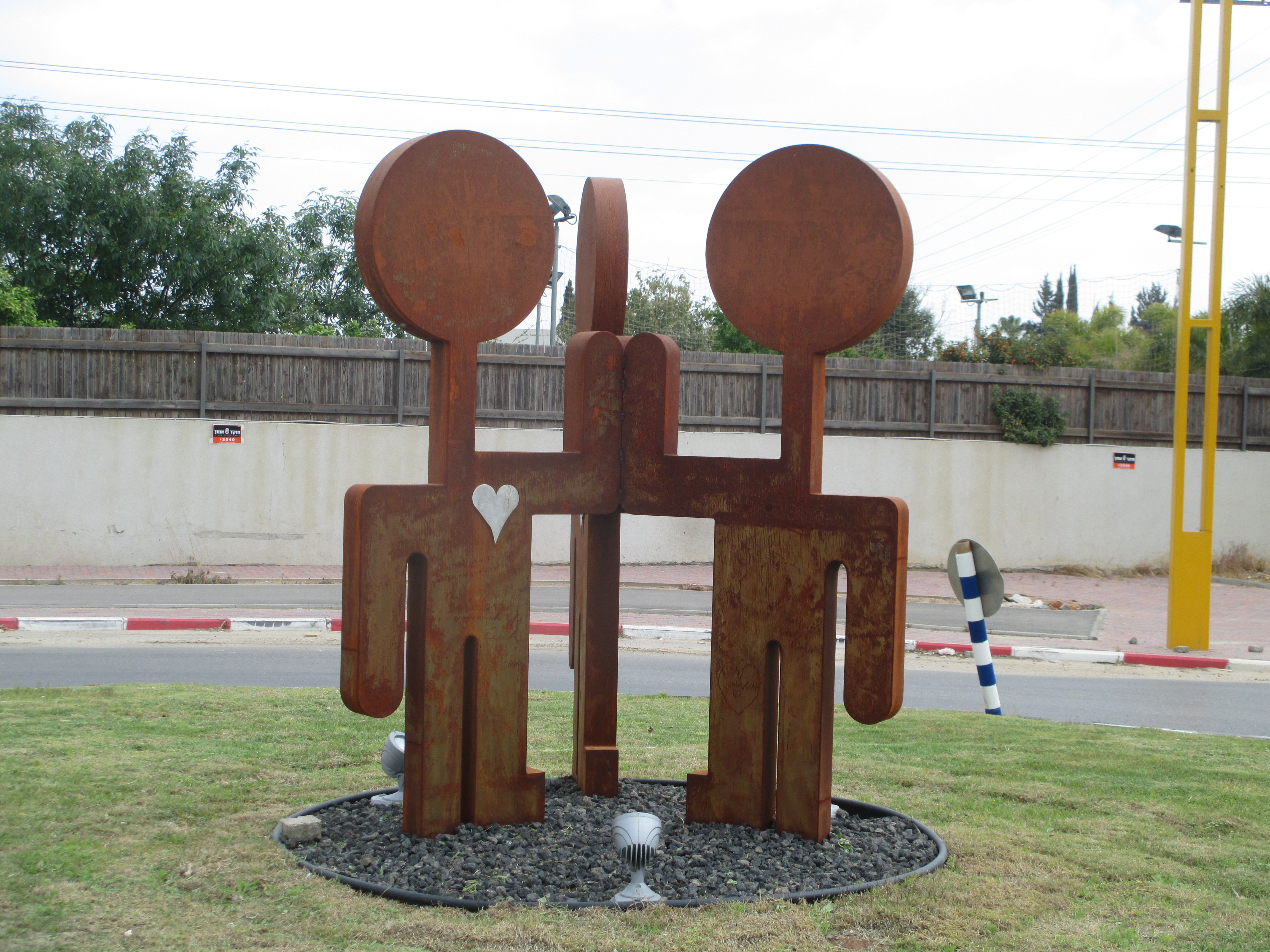
Статуя «Вместе» в Ганей-Тиква

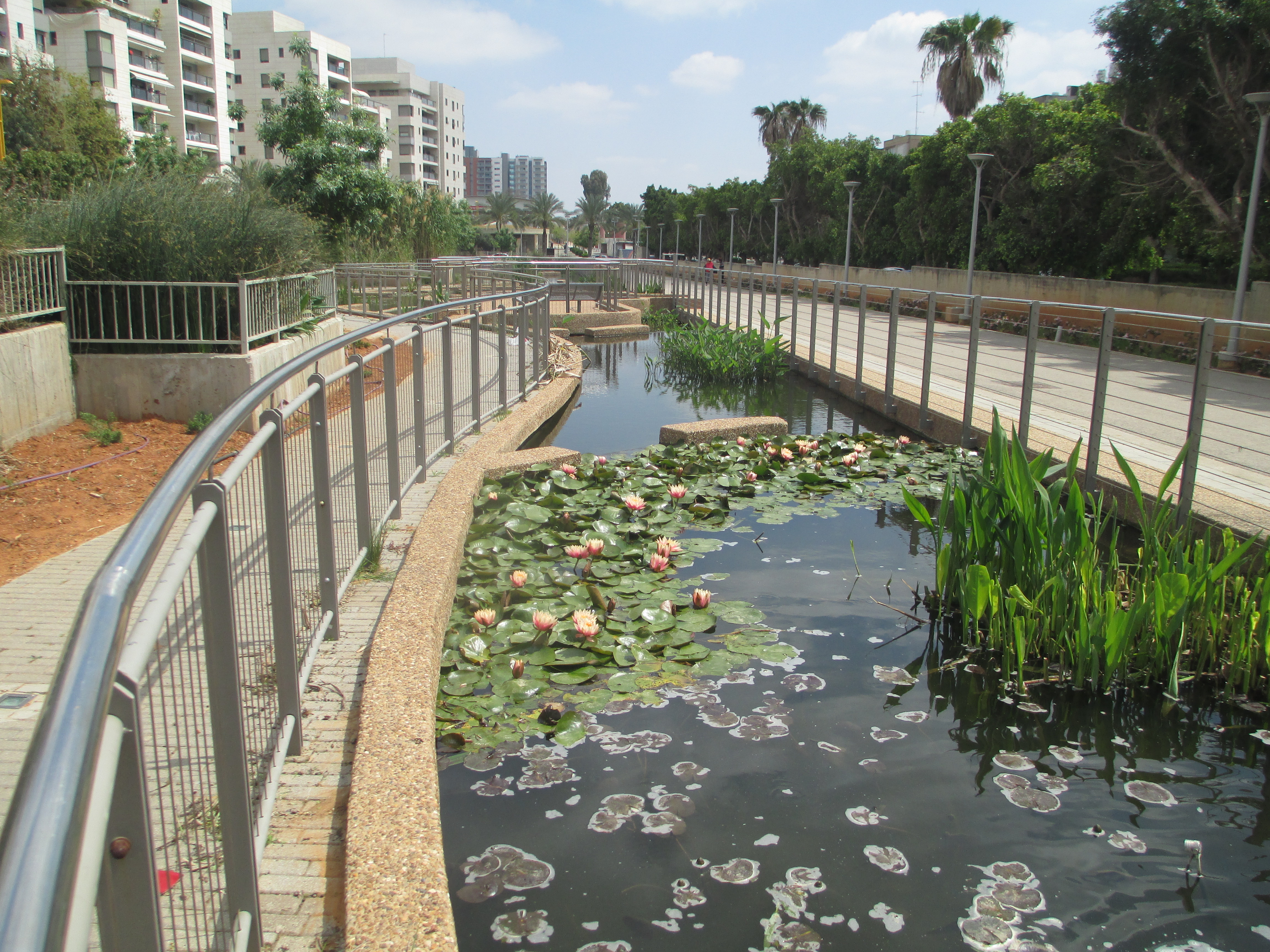
Экологические бассейны в Ганей-Тиква

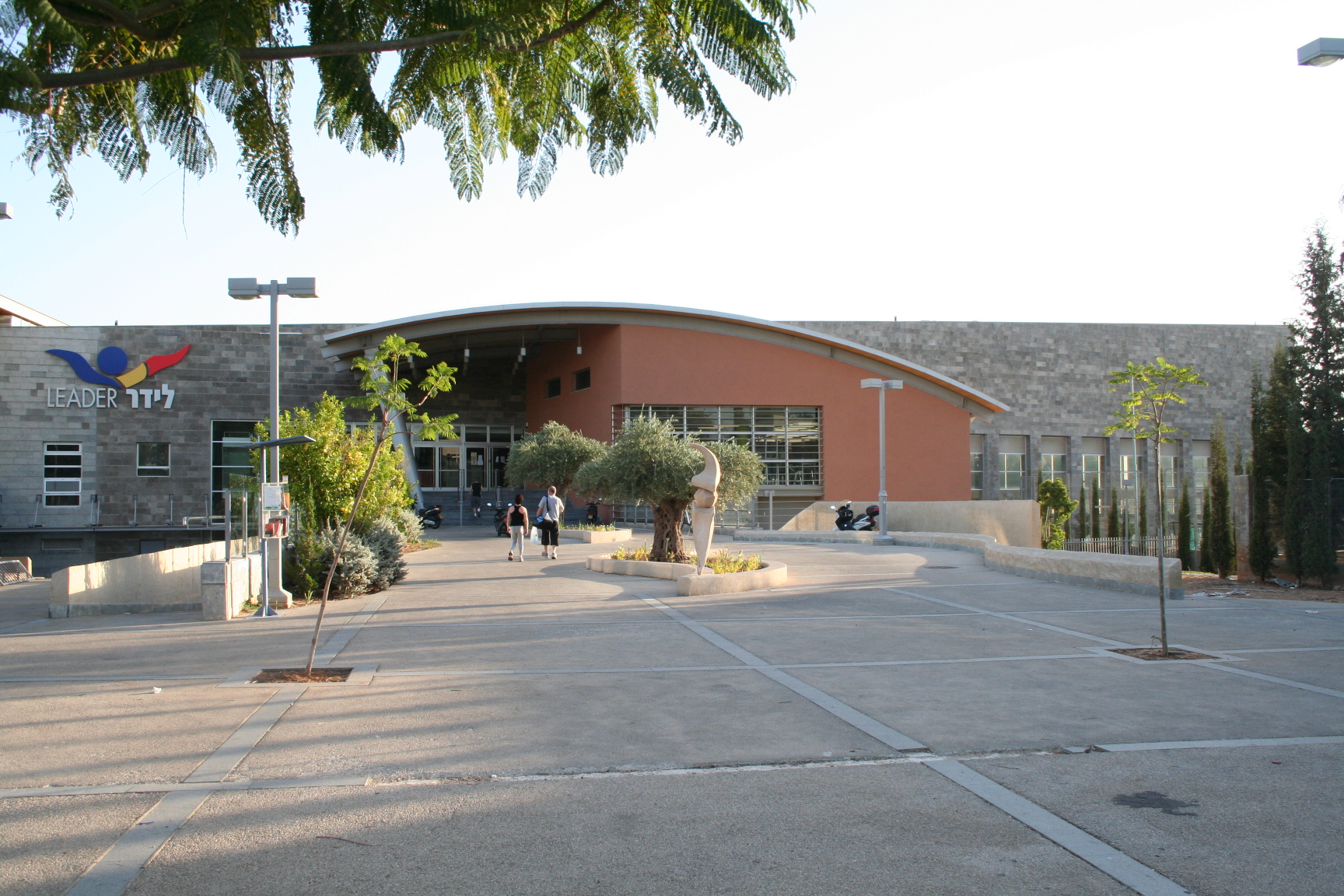
Спортивный центр «Лидер»

В 1949 году Еврейское агентство основало репатриантское поселение на окраине Петах-Тиквы, недалеко от поселения Йовель (сегодняшний Кфар-Маас, на земле, принадлежавшей частично Еврейскому национальному фонду, а частично частным владельцам. Поселение было известно как «Шикун ха-Йовель»). Оно приняло около тысячи семей из Ливии, Румынии, Польши, Йемена и из Марокко в 240 шведских постройках. В каждой постройке было по четыре квартиры, каждая с одной комнатой и кухней.
Первоначально не хватало воды и электричества — поселок не был подключен к национальной электросети. Общественный транспорт также был плохим — автобусы ходили только до Кфар-Мааса, а оттуда жителям приходилось добираться пешком.
Через год компания «Мекорот» проложила 15 км водопровода, что позволило обеспечить поселок водой. Ко Дню независимости 1952 года поселок был подключен также и к электросети. Через два года поселок был переименован в Ганей-Тиква. Поселок получил муниципальный статус местного совета — одноэтажные и двухэтажные дома фирмы «Амидар» в 1958 году, положив тем самым начало значительному развитию поселения.
В 1960-х годах к западу от Ганей-Тиква по инициативе Сасовского Ребе для своих последователей, иммигрировавших из США, был построен религиозный квартал Кирьят-Исмах-Моше, построенный западнее «Шикун ха-Йоваль» в 1968 году. В 1969 году было предложено объединение Ганей-Тиква с Петах-Тиквой или Кирьят-Оно, но это объединение не осуществилось.
В 1972 году инвестиционная компания «Африка-Исраэль» приступила к строительству одного из своих первых проектов — микрорайона «Гиват-Савьон» к западу от поселка. В это время в поселении начался процесс интенсивного развития, в результате чего его население и площадь увеличились вдвое.
В 1995 году началось строительство нового жилого микрорайона на востоке поселка на границе с Кфар-Маасом. Район, получивший название «Нью-Савьон-Хилл», включает в себя отдельные дома и характеризуется насыщенной застройкой. В рамках этой программы был создан культурный центр, который включает в себя театральный зал, галерею под названием «Центр сцены», загородный клуб и коммерческий центр. Через год, в 1996 году, началось строительство микрорайона «Ноф-Савьон» на западе поселка, который был ориентирован на религиозную общественность.
В 2006 году началось строительство нового микрорайона под названием «Ганим» с множеством высотных зданий. В 1997 году «Сад мира и любви Ицхака Рабина» в Ганей-Тиква принес своим проектировщикам награду Caravan Award за садовую и ландшафтную архитектуру.
В девяностые годы в районе Чикагского парка среди молодежи процветала панк-сцена. Самой значимой группой на сцене была «Coco Bluff and the Mosquitoes».
9 августа 2021 года был создан футбольный клуб «Хапоэль Ганей-Тиква», который представляет собой развивающееся поселение и был принят в качестве официального члена футбольной ассоциации. Уже в свой первый сезон клуб выиграл чемпионат Лиги С и вышел в Лигу В.
В 2022 году на «Дерех Ха-Тиква» открыт торговый центр «Цим-Урбан» площадью около 8800 квадратных метров.
1 мая 2023 года, в день 70-летия основания, получил статус города.

## Спорт
В июле 2022 года в спортивном центре Лидер проходили соревнования по фехтованию в рамках XXI Маккабиады.

## Главы совета
В 1954 году, с учреждением местного совета, главой совета был назначен Шломо Дубин. На выборах 1959 года «Мапай» получил 4 представителей, Мапам и Эхуд Ха-Авод по одному представителю, Федеральная рабочая партия — два представителя и Херут — один представитель. Шломо Дубин, представитель Мапай, был избран главой совета и занимал эту должность до его выход на пенсию в 1969 году. После выхода на пенсию на эту должность был избран Мордехай Вайс из НОФЛ. Однако примерно через год оппозиционной фракции удалось убедить независимого представителя выйти из коалиции и присоединиться к ним, а Перец Сабан из формации был избран президентом Совета в начале 1971 года.
На выборах в совет в конце 1973 года НФФЛ получила шесть мест из девяти, «Союз» — два места, а «Ликуд» — одно, в результате Мордехай Вайс был избран главой совета в начале 1974 года. В 1983 году Шалом Халк был избран главой совета.
Авишай Левин занимал пост главы местного совета четыре срока подряд (1993—2013). На муниципальных выборах 2013 года главой совета была избрана Лиззи Делриш, ранее занимавшая пост заместителя Левина. В 2018 году переизбрана на новый срок.

## Население
По данным Центрального статистического бюро Израиля, население на начало 2020 года составляло 20 398 человек.